# زابوروویه
زابوروویه (به لهستانی:  Zaborowie) یک روستا در لهستان است که در گمینا اورونگسکو واقع شده‌است.